# Вака (кратер)
Вижте пояснителната страница за други значения на Вака.
Вака (на английски: Vaka Crater) е ударен кратер разположен на планетата Венера с диаметър 11,8 km., кръстен на българското име Вака.